# Pali (Radżastan)
Pali – miasto w północno-zachodnich Indiach, w środkowej części stanu Radżastan, na południowy wschód od miasta Dżodhpur. Około 194 tys. mieszkańców.